# Sieniawa Drawieńska
Sieniawa Drawieńska – nieistniejąca stacja kolejowa w Sieniawie w Polsce, w województwie zachodniopomorskim, w powiecie choszczeńskim, w gminie Drawno.